# Alexander's
Alexander's, Inc., (NYSE: ALX), är en amerikansk real estate investment trust som kontrolleras av New York–baserade Vornado Realty Trust. Företaget bildades 1928 som en varuhuskedja och det höll fram till 1992 när de lades ner. Vornado Realty Trust såg chansen och förvärvade företaget för en billig peng och transformerade Alexander's till en real estate investment trust. Idag äger Vornado 32,4% av Alexander's, Inc. Företaget äger bland annat sex fastigheter i New York, bland annat fastigheten Bloomberg Tower som utgör huvudkontoret för det multinationella finansiella informationskoncernen Bloomberg L.P.